# 車
車 (voiture, véhicule) est un kanji composé de 7 traits et fondé sur 車. Il fait partie des kyōiku kanji de 1re année.
Il se lit シャ (sha) en lecture on et くるま (kuruma) en lecture kun.
Son caractère Unicode est 8ECA.

## Exemples
- 馬車 (basha) : voiture à cheval.
- 電車 (densha) : train électrique.
- 自動車 (jidoosha) : voiture (automobile).
- 自転車 (jitensha) : bicyclette.